# Flowing Springs, Arizona
Flowing Springs je naseljeno područje za statističke svrhe u američkoj saveznoj državi Arizona. Prema popisu stanovništva iz 2010. u njemu je živjelo 42 stanovnika.